# Сказки Барда Бидля
«Ска́зки Ба́рда Би́для» (англ. The Tales of Beedle The Bard) — книга для детей, написанная Дж. К. Роулинг. Входит в цикл «Библиотека Хогвартса». Первое упоминание «Сказок» происходит в седьмой книге о Гарри Поттере «Дары Смерти». Сказки рассказывают о волшебниках, которые жили в Йоркшире.
17 ноября 2007 года было издано семь копий рукописи Роулинг. Шесть были розданы друзьям писательницы, а седьмая копия была выставлена на аукцион «Сотбис» 13 декабря со стартовой ценой 30 000 фунтов стерлингов. Рукопись была выкуплена сайтом Amazon.com за 1,95 миллионов фунтов стерлингов. Деньги, вырученные с продажи рукописи, Роулинг решила передать в благотворительный фонд «Children’s Voice». В связи с тем, что на книгу появился большой спрос у поклонников саги о волшебнике Поттере, она была выпущена во многих странах мира с целью благотворительности.
4 декабря 2008 года книга была выпущена одновременно в 25 странах мира на родных языках. В России «Сказки Барда Бидля» были выпущены издательством Росмэн 6 декабря. Книга выглядит как копия «Сказок Барда Бидля» из мира волшебников. Но так как сама книга, оставленная Альбусом Дамблдором Гермионе Грейнджер, была написана древними рунами, то якобы Гермиона переиздала книгу.

## Реальная книга
Лаборатория Фантастики

 Goodreads

 LibraryThing
Книга написана Джоан К. Роулинг как прощание с серией романов о Гарри Поттере. Выпущено только 7 экземпляров книги, все они написаны от руки и иллюстрированы самой Роулинг. Все копии переплетены в кожу и украшены серебром и полудрагоценными камнями. Шесть экземпляров Дж. К. Роулинг подарила близким людям: Дэниелу Рэдклиффу, своему первому литературному агенту Кристоферу Литтлу и др. Седьмой экземпляр, «moonstone edition», был выставлен на аукцион Сотбис 13 декабря 2007. Средства от продажи были пожертвованы благотворительной организации The Children's Voice, которая помогает европейским детям. Ожидалось, что книга будет продана за £50,000 (около 100 тыс. долларов). В действительности она была продана за £1,950,000 (около 4 млн долларов). Покупателями стали лондонские арт-дилеры, представлявшие Amazon.com.
В сборник входят пять сказок, придуманных Дж. К. Роулинг:
- Сказка о трёх братьях / The Tale of the Three Brothers
- Фонтан феи Фортуны / The Fountain of Fair Fortune
- Колдун и прыгливый горшок / The Wizard and the Hopping Pot
- Зайчиха Шутиха и её пень-зубоскал / Babbitty Rabbitty and her Cackling Stump
- Мохнатое сердце чародея / The Warlock’s Hairy Heart

Став владельцем книги, сайт Amazon.com опубликовал пересказ всех пяти сказок.
Опубликовать текст или фотокопии страниц сайт не имел права.
Сказки барда Бидля упоминаются в книге «Гарри Поттер и Дары Смерти», а текст «Сказки о трёх братьях» даже приводится там же.

## Сюжет

### Сказка о трёх братьях
Однажды трое братьев путешествовали. В сумерках они дошли до реки, которая была настолько быстра, что её не переплыть, и настолько глубока, что её не перейти вброд. Но братья были волшебниками. Взмахнув волшебными палочками, они провели мост через реку. Дойдя до середины реки, братья увидели Смерть, которая была возмущена тем, что не заполучила новых жертв, но своё возмущение скрыла и восхитилась мастерством братьев и за это предложила им подарки.
Старший брат был жадным. Он попросил самую могущественную на свете волшебную палочку, такую что её хозяин мог бы победить в поединке любого соперника. Смерть отломила ветку растущей неподалёку бузины, сделала из неё волшебную палочку и дала её старшему брату. Средний брат был гордым. Он попросил у Смерти силу воскрешать мёртвых. Смерть подняла камень, валявшийся на берегу, дала его второму брату и сказала, что он может возвращать мёртвых.
Младший брат был умным и скромным. Он сразу поставил под сомнение добрые намерения Смерти и попросил у неё возможность прятаться от Смерти, где бы она его не искала. Смерть была в ярости ибо ей пришлось отрезать кусок мантии-невидимки и отдать её младшему брату. После этого каждый из братьев пошёл своей дорогой. Старший брат забрёл в одну деревню и победил в поединке волшебника, с которым был в конфликте. Затем он зашёл на постоялый двор и стал хвастаться своей волшебной палочкой. В ту же ночь к нему пробрался вор, перерезал ему горло и украл волшебную палочку. Так Смерть получила первого брата.
Средний брат вернулся домой и воспользовался воскрешающим камнем. Три раза повернул он камень и увидел, что перед ним стоит девушка, на которой он хотел жениться. Но она была холодна и печальна. В конце концов брат не смог вынести тоски, сошел с ума и повесился, чтобы навсегда остаться со своей любимой. Так Смерть получила среднего брата. Третьего брата Смерть искала очень долго, но он постоянно прятался от неё под мантией-невидимкой. В конце концов он состарился и отдал мантию своему сыну и ушли они со Смертью как былые знакомые.

### Колдун и прыгливый горшок
Жил на свете добрый волшебник. Он всегда помогал своим соседям, когда они обращались к нему со своими проблемами, варил зелья и противоядия в своём волшебном котле. Но вскоре он умер и оставил всё своему единственному сыну. Вскоре после смерти отца, молодой волшебник находит волшебный котёл, в котором лежит один тапок и записка «Надеюсь, сын мой, что это тебе никогда не понадобится».
Огорчённый, что ему больше ничего не досталось, кроме старого котла, сын отвернулся от всех соседей. Вскоре к сыну волшебника стали приходить со своими проблемами люди. Сначала пришла бабушка, у внучки которой появились бородавки. Но молодой волшебник прогоняет её. Захлопнув дверь, он слышит странный стук на кухне. У котла, завещанного его отцом, неожиданно отросла нога и он весь покрылся бородавками. Котёл начинает преследовать своего хозяина, и никакие заклинания не помогают от него избавиться. На следующих день к волшебнику приходит мужчина, у которого пропал осёл. Без осла он не может привозить товары в город и его семья останется голодной. Молодой волшебник прогоняет и его, и тут же появляется прыгающий на одной ноге бородавчатый котёл, который издаёт ослинные звуки и голодные стоны.
Постепенно молодой волшебник прогоняет всё больше и больше людей, пришедших к нему за помощью. Так котёл обзаводится слезами, рвотой, собачьим поскуливанием. В конце-концов, волшебник вынужден подчиниться воле отца. Он начинает помогать людям, а у котла пропадают приобретённые напасти. Наконец из котла выпрыгивает тапок, который прекрасно подходит к ноге котла, и он успокаивается.

### Волосатое сердце колдуна
Жил да был молодой колдун, который был настолько тверд в своем желании никогда не проявлять подобную «слабость», что он прибегнул к темным искусствам, чтобы никогда в жизни не влюбляться.
Семья колдуна и не подозревала о методах, которые он применил, чтобы обезопасить себя, и потому посмеялись над его попытками избежать влюбленности, полагая, что подходящая девушка заставит его изменить свое мнение. Но в колдуне проснулась гордыня: он полностью стал уверен в своем хитроумии и впечатлен собственной способностью оставаться совершенно равнодушным.
Прошло время, но даже глядя на то, как один за другим женятся и заводят детей его товарищи, колдун остался верен своему решению, радуясь тому, что он счастливым образом избежал бремени чувств, которые, по его мнению, иссушают и опустошают сердца людей. Когда умерли родители колдуна, он не горевал, а напротив, воспринял их смерть как «благодать». Колдун преспокойно обжился в доме умерших родителей и перевез в подвал дома свое «величайшее сокровище». Поверив в то, что другие люди завидуют его «чудесному» полному одиночеству, колдун заблуждался настолько глубоко, что постигший его удар показался ему особенно болезненным. Однажды, он услышал, как двое его слуг сплетничают о нём — один жалеет его, а второй высмеивает его за то, что он не женат. Колдун тут же решил всем на зависть взять в жены красивую, богатую и талантливую из женщин.
По счастливому стечению обстоятельств, на следующий же день колдун встретил красивую, искусную и богатую ведьму. Он преследовал её, словно добычу, заставляя всех своих знакомых поверить в то, что он изменился. Молодая ведьма заинтересована, но вместе с тем чувствует неприязнь к новому знакомому и ощущает его отчужденность. Тем не менее, она принимает приглашение посетить пир в его замке. За столом со всяческими яствами и под песни менестрелей колдун пытается добиться руки колдуньи. В конце концов она бросает ему вызов и заявляет, что поверит его красивым словам только тогда, когда он докажет ей, что у него есть сердце. Улыбаясь, колдун с гордостью ведет девушку в подземелье, где показывает ей волшебный хрустальный ларец, в котором заключено его бьющееся сердце.
Колдунья приходит в ужас при виде сердца, усохшего и покрывшегося волосами за время изгнания из тела. Она умоляет колдуна вернуть его на место. Уверенный в том, что это заставит её полюбить его, колдун рассекает себе грудь волшебной палочкой и помещает свое волосатое сердце внутрь. Ликуя от того, что теперь колдун способен чувствовать любовь, юная колдунья обнимает его. Изуродованное сердце пронзено красотой её кожи и ароматом её волос. Отвыкшее от тела, ослепшее и ставшее жестоким, оно заставляет колдуна напасть на девушку.
Гости на пиру начинают беспокоиться за хозяина. Спустя несколько часов они принимаются обыскивать замок и обнаруживают подземелье. На полу они находят мертвую девушку с рассечённой грудью. Подле неё они видят скрючившегося безумного колдуна, который ласкает и облизывает её блестящее алое сердце и пытается заменить им свое. Но его сердце обладает огромной силой и отказывается покидать его тело. Колдун клянется никогда не быть рабом своего сердца. Он хватает кинжал и вырезает сердце из груди. Всего мгновение он упивается своей победой, держа в каждой окровавленной руке по сердцу, а затем падает замертво на труп девушки.

### Фонтан феи Фортуны
Раз в год одному «неудачнику» дается возможность найти дорогу к Фонтану, искупаться в воде и заполучить «феерическую фортуну навсегда.»
Зная, что это может быть единственным шансом изменить свою жизнь, люди (как с магическими способностями, так и без) отправляются в путь от дальних пределов королевства, чтобы попытаться проникнуть в сад. И вот здесь встречаются три колдуньи и делятся историями своих бед. Первая — Аша, больная "хворью, которую ни один целитель не может излечить, " которая надеется, что Фонтан сможет поправить её здоровье.
Вторая — Алтеда, которую обокрал и оскорбил чародей. Она надеется, что Фонтан освободит её от ощущения беспомощности и бедности. Третья колдунья, Амата, была брошена возлюбленным, и надеется, что Фонтан поможет залечить её «горе и желание.» Колдуньи решают, что три головы лучше одной, и они приложат все свои усилия, чтобы дойти до Фонтана вместе. На рассвете в стене появляется трещина, и лианы из сада пробираются через неё и обвиваются вокруг Аши, первой колдуньи. Она хватается за Алтеду, которая держится за Амату. Но Амата зацепилась за доспехи рыцаря, и когда лианы затаскивают Ашу внутрь, все три колдуньи вместе с рыцарем оказываются втянуты за стену.
Поскольку только одному из них будет позволено искупаться в Фонтане, первые две ведьмы расстроены, что Амата по небрежности привлекла ещё одного конкурента. Из-за того, что он лишен магической силы, признает в женщинах колдуний, а также весьма подходит к своему имени «Сэр Незадачливый», рыцарь объявляет о своем намерении отказаться от квеста. Амата тут же распекает его за то, что он хочет отступить, и просит присоединиться к группе.
На пути к Фонтану, пестрая компания встречает три препятствия. Во-первых, они встречают червя, который требует «доказательство твоего страдания». После нескольких бесплодных попыток напасть на него с помощью магии и других средств, слезинка отчаяния Аши, в конце концов, оказывается достаточной для червя, и он позволяет четверке пройти. Далее, они встречают крутой склон, и от них требуют заплатить «плодом твоих трудов». Они много раз пытаются подняться по склону, но проводят несколько часов в бесцельном карабканье.
Наконец, старания Алтеды, из последних сил подбадривающей своих друзей (а именно, пот с её брови) дает им проход через препятствие. В конце концов, они видят реку на своем пути, и от них требуется отдать «сокровище твоего прошлого». Попытки переплыть реку безуспешны, пока Амате не приходит в голову использовать палочку, чтобы удалить воспоминания о возлюбленном, который оставил её, и бросить их в воду. Камни для прохода появляются из воды, и четверка может перейти к фонтану, где им придется решить, кто будет купаться.
Аша падает от изнурения и близка к смерти. Она испытывает такую боль, что не может добраться до Фонтана, и просит своих трех друзей оставить её. Алтеда быстро смешивает мощное зелье, в попытке оживить её, и варево, как ни странно, полностью излечивает её хворь, так что ей нет теперь нужды в водах Фонтана. Излечив Ашу, Алтеда понимает, что у неё есть сила лечить других, а значит — зарабатывать деньги. Ей больше не нужны воды Фонтана, чтобы излечиться от «бессилия и бедности».
Третья колдунья, Амата, понимает, что когда она смыла свое сожаление о возлюбленном, она смогла увидеть его таким, каким он был на самом деле, «жестоким и бесчестным», и ей больше не нужны воды Фонтана. Она поворачивается к Сэру Незадачливому и предлагает ему прыгнуть в Фонтан в качестве награды за его смелость. Рыцарь, удивленный своей удаче, купается в Фонтане и бросается «в своих ржавых доспехах» к ногам Аматы и просит её «руки и сердца.» Каждая колдунья достигает своей мечты об исцелении, злополучный рыцарь узнает о своей храбрости, а Амата, та колдунья, которая верила в него, осознает, что нашла «мужчину, достойного её.» Они жили долго, так никогда и не догадавшись, что воды Фонтана «вовсе не несли на себе никаких чар».

### Зайчиха Шутиха и её пень-зубоскал
Давным-давно в далёкой стране, жадный «глупый король» решает, что хочет оставить всю магию себе одному. Но у него две проблемы: надо, во-первых, переловить всех живущих волшебников и волшебниц и, во-вторых, научиться магии самому. Возглавив «Бригаду Охотников за Ведьмами», усиленную сворой свирепых чёрных псов, Король в то же время объявляет, что ищет «инструктора магии». Вместо того чтобы откликнуться на его зов, волшебники и волшебницы благоразумно прячутся, зато «хитрый шарлатан» без всяких магических способностей обманом получает эту должность, показав несколько простых фокусов.
Став главным волшебником и личным инструктором Короля, шарлатан требует золото для магических ингредиентов, рубины для наложения заклятий и серебряные кубки для зелий. Спрятав полученное у себя дома, он возвращается во дворец, не зная, что Шутиха, старая прачка Короля, его заметила. Она наблюдает, как он отрезает у дерева ветки, которые потом предъявляет Королю как волшебные палочки. Будучи хитёр, шарлатан говорит королю, что его волшебная палочка заработает лишь тогда, когда «Ваше Величество будет этого достоин».
Ежедневно Король и шарлатан практикуют свою «магию», но однажды утром они слышат смех и видят Шутиху, выглядывающую из окна своего коттеджа и хохочущую так, что едва может устоять на ногах. Обиженный Король приходит в ярость и требует, чтобы они завтра же продемонстрировали настоящую магию перед его подданными. Шарлатан пытается отговориться тем, что он должен отправиться в дальнее путешествие, но недоверчивый Король угрожает отправить за ним Бригаду. Доведя себя до бешенства, Король издаёт приказ, чтобы, если кто-нибудь засмеётся над ним, шарлатана обезглавили. Так наш глупый, жадный, не умеющий колдовать Король демонстрирует одновременно свою гордыню и вызывающую жалость неуверенность.
Ища, на кого излить свою злобу, хитрый шарлатан направляет свои стопы прямо к дому Шутихи. Заглянув в окно, он видит «маленькую старую леди» сидящей за столом и чистящей волшебную палочку, в то время как бельё «само себя стирает» в тазу. Поняв, что она — настоящая колдунья, одновременно источник и решение его проблем, шарлатан требует помощи, иначе он сдаст её Бригаде.
Сохранив невозмутимость, Шутиха улыбается и соглашается «сделать всё, что в её силах», чтобы помочь. Шарлатан велит ей спрятаться в кустах и совершать чудеса вместо Короля. Шутиха соглашается, но хочет знать, что будет, если Король попытается проделать что-то невозможное. Шарлатан, как всегда убеждённый в своём уме и глупости окружающих, высмеивает её страхи, заверяя Шутиху, что её магия намного превосходит всё, что «воображение этого дурака» может измыслить.
На следующее утро придворные собираются посмотреть на магию Короля. Со сцены Король и шарлатан совершают первое чудо: заставляют женскую шляпку исчезнуть. Собравшиеся смотрят с интересом и изумлением, не зная, что это сделала Шутиха, спрятавшаяся в кустах. Следующим номером Король, направив ветку на своего коня, поднимает его высоко в воздух. Пока Король ищет ещё лучшую идею для третьего чуда, к нему подходит Капитан Бригады, неся мёртвое тело одного из Королевских псов (отравившегося ядовитым грибом). Он умоляет Короля вернуть пса «обратно к жизни», но когда Король направляет ветку на пса, ничего не происходит. Шутиха в своём убежище улыбается, даже не пытаясь колдовать, ибо знает, что «никакая магия не может воскресить мёртвого». Толпа начинает смеяться, подозревая, что первые два чуда были просто фокусами. Придя в ярость, Король требует, чтобы ему сказали, почему колдовство не удалось. Хитрый и лживый шарлатан показывает на прячущуюся Шутиху и кричит, что «мерзкая ведьма» препятствует колдовству. Шутиха бежит из кустов, и когда Охотники за Ведьмами посылают за ней псов, она исчезает, оставляя псов «лаять и рыться» у корней старого дерева. В отчаянии шарлатан кричит, что ведьма превратилась «в дикое яблоневое дерево». Боясь, что Шутиха превратится снова в женщину и разоблачит его, шарлатан требует срубить яблоню, потому что так «поступают со злыми ведьмами».
Дерево рубят, в то время как толпа, ликуя, возвращается к дворцу, раздаётся «громкое хихиканье», на этот раз из пня. Шутиха, с присущим этой колдунье умом, кричит, что волшебниц и волшебников нельзя убить, «разрубив пополам», и в доказательство своих слов предлагает разрубить «на две части» Королевского инструктора. В этот момент шарлатан просит пощады и во всём признаётся. Его заточают в подземелье, но Шутиха должна ещё разобраться со своим глупым королём. Её голос, по-прежнему доносящийся из пня, объявляет, что его действия наложили проклятие на королевство и отныне, всякий раз как Король причинит вред волшебнице или волшебнику, он почувствует боль такую острую, что захочет «умереть от неё». В отчаянии Король падает на колени и обещает защищать всех волшебников и волшебниц на своих землях, позволяя им колдовать безнаказанно. Пень доволен, но ему этого недостаточно: захихикав снова, он требует поставить на него статую Шутихи, чтобы напоминать Королю об его «собственной глупости». «Пристыженный Король» обещает нанять скульптора, чтобы тот изваял статую из золота, и возвращается к дворцу со своими придворными. Тут наконец «отважная старая зайчиха» с волшебной палочкой в зубах выпрыгивает из отверстия в пне и покидает королевство. Золотая статуя остаётся на пне навсегда, а за волшебницами и волшебниками больше никогда не охотятся.

## Роль в книге «Гарри Поттер и Дары Смерти»

Символ Даров Смерти

Альбус Дамблдор завещает Гермионе Грейнджер сборник сказок Барда Бидля. Трое друзей получают вещи, завещанные Дамблдором из рук министра магии, Руфуса Скримджера, через месяц после смерти директора Хогвартса. В течение этого месяца Министерство магии недоумевало, почему Дамблдор завещал Гарри Поттеру, Рону Уизли и Гермионе эти странные вещи, и изучало их на предмет секретов. Так ничего и не найдя, Министерство было вынуждено отдать вещи в руки их законных владельцев.
Тем же вечером, собравшись в комнате, троица обсуждает предметы, завещанные Дамблдором. Гарри и Гермиона ничего раньше не слышали о сборнике сказок (так как родители Гермионы — маглы, а Гарри потерял родителей ещё в младенчестве), однако Рон рассказывает, что это обычный сборник сказок, который волшебники читают своим маленьким детям. По словам Рона, считается, что все старые волшебные сказки сочинил Бидль.
В середине повествования Гермиона обнаруживает над сказкой о трёх братьях странную руну, которую она не знает, и показывает её Гарри. Последний говорит, что он видел этот знак на медальоне Ксенофилиуса Лавгуда и что Виктор Крам сказал ему, что это символ Геллерта Грин-де-Вальда. Точно такой же символ они видели на могиле Игнотуса Певерелла в Годриковой Впадине. Тот же символ Альбус Дамблдор поместил в конце своего письма Грин-де-Вальду.
Поскольку о двух предметах ничего не известно, а свидетельства о третьем спорные, большинство волшебников считает «Сказку о трёх братьях» всего лишь детской сказкой. Лишь немногие (и в их числе Ксенофилиус Лавгуд) верят, что Дары Смерти действительно существуют. Своей эмблемой эти волшебники избрали знак, который был на одежде Лавгуда, в письме Дамблдора, перед «Сказкой о трёх братьях» и т. д. Дальнейшая сюжетная линия строится на Дарах Смерти и крестражах.

## Издания
| Год  | Издательство           | Место издания  | Серия                             | Тираж         | Примечание | Источник |
| ---- | ---------------------- | -------------- | --------------------------------- | ------------- | --- | -------- |
| 2009 | Росмэн-Пресс           | Москва         | Знаменитые книги Хогвартса        | 5000          | В комплект входят три книги, одна из которых «Сказки Барда Бидля». | [ 10 ]   |
| 2009 | Росмэн                 | Москва         | Знаменитые книги Хогвартса        | 50000 + 15000 | Перевод с рунического оригинала Гермионы Грейнджер и с комментариями Альбуса Дамблдора, а также выпущена по согласию директора Хогвартса - профессора Минервы Макгонагалл. | [ 11 ]   |
| 2015 | Махаон, Азбука-Аттикус | Москва         | Гарри Поттер                      | 15000         | Специальное издание с комментариями профессора Альбуса Дамблдора и иллюстрациями Джоан К. Роулинг.                                                                         | [ 12 ]   |
| 2015 | Мой Друг Фантастика    | Москва // Киев | Шедевры фантастики (продолжатели) |               | Перевод с английского подготовлен поклонниками Гарри Поттера. | [ 13 ]   |
| 2016 |                        | Москва         |                                   | 11 экз.       | Тираж издания составляет одиннадцать экземпляров. | [ 14 ]   |

| Год  | Название                          | Издательство        | Место издания | Язык          | Переводчик           | Источник |
| ---- | --------------------------------- | ------------------- | ------------- | ------------- | -------------------- | -------- |
| 2008 | The Tales of Beedle the Bard      | Scholastic          | Лондон        | Английский    |                      | [ 15 ]   |
| 2008 | Казки барда Бідла                 | А-ба-ба-га-ла-ма-га | Киев          | Украинский    | Иван Малкович        | [ 16 ]   |
| 2008 | Die Märchen von Beedle dem Barden | Carlsen             | Берлин        | Немецкий      | Klaus Fritz          | [ 17 ]   |
| 2008 | Les Contes de Beedle le Barde     | Gallimard           | Париж         | Французский   | Jean-François Ménard | [ 18 ]   |
| 2008 | 吟遊詩人ビードルの物語            |                     | Токио         | Японский      |                      | [ 19 ]   |
| 2009 | De Vertelsels van Baker de Bard   | De Harmonie         | Амстердам     | Нидерландский | Wiebe Buddingh’      | [ 20 ]   |
| 2009 | Los cuentos de Beedle el bardo    | Salamandra          | Мадрид        | Испанский     | Gemma Rovira Ortega  | [ 21 ]   |
| 2009 | Os Contos de Beedle, o Bardo      | Rocco               | Бразилиа      | Бразильский   | Lia Wyler            | [ 22 ]   |
| 2009 | Le fiabe di Beda il Bardo         | Adriano Salani      | Рим           | Итальянский   | Luigi Spagnol        | [ 23 ]   |
| 2009 | Baśnie barda Beedle'a             | Media Rodzina       | Варшава       | Польский      | Andrzej Polkowski    | [ 24 ]   |
| 2013 | Les Contes de Beedle le Barde     | Folio Junior        | Париж         | Французский   |                      | [ 25 ]   |
| 2016 | Казки барда Бідла                 | А-ба-ба-га-ла-ма-га | Киев          | Украинский    |                      | [ 26 ]   |